# Corydoras duplicareus
Corydoras duplicareus är en fiskart som beskrevs av Sands, 1995. Corydoras duplicareus ingår i släktet Corydoras och familjen Callichthyidae. Inga underarter finns listade i Catalogue of Life.